# Chantemerle-sur-la-Soie
Chantemerle-sur-la-Soie – miejscowość i gmina we Francji, w regionie Nowa Akwitania, w departamencie Charente-Maritime.
Według danych na rok 1990 gminę zamieszkiwało 100 osób, a gęstość zaludnienia wynosiła 17 osób/km² (wśród 1467 gmin regionu Poitou-Charentes Chantemerle-sur-la-Soie plasuje się na 889. miejscu pod względem liczby ludności, natomiast pod względem powierzchni na miejscu 1038.).